# برنسيس تاجيما
برنسيس تاجيما (باليابانية: 但馬皇女) هي كاتِبة وشاعرة يابانية، ولدت في القرن السابع، وتوفيت في 17 يوليو 708 في Fujiwara-kyō ‏ في اليابان.